# Zeta Pavonis
Zeta Pavonis (35 Pavonis) é uma estrela na direção da constelação de Pavo. Possui uma ascensão reta de 18h 43m 02.13s e uma declinação de −71° 25′ 39.8″. Sua magnitude aparente é igual a 4.01. Considerando sua distância de 210 anos-luz em relação à Terra, sua magnitude absoluta é igual a 4.39. Pertence à classe espectral K2III.